# Ubogi i bogaty
Ubogi i bogaty (niem. Der Arme und der Reiche) – baśń opublikowana przez  braci Grimm w 1815 roku w zbiorze ich  Baśni (tom 2, nr 87).

## Treść[1]
Pan Bóg wędrował po świecie pod postacią człowieka. Poprosił o nocleg pewnego bogacza. Był on jednak skąpy i odmówił, sądząc że ma do czynienia z żebrakiem. Wówczas Bóg udał się do domu człowieka ubogiego. Został tam przyjęty gościnnie i nakarmiony. Z zamian za okazane miłosierdzie Pan pozwolił mu wypowiedzieć trzy życzenia, które miały być spełnione. Ubogi człowiek zażyczył sobie zdrowia w tym życiu i zbawienia w przyszłym. Ponieważ więcej życzeń nie miał, Bóg dodatkowo zamienił jego chatę w piękny dom. 
Kiedy bogacz dowiedział się o cudach, których dokonał tajemniczy wędrowiec, pojął jaki błąd popełnił. Po naradzie z żoną postanowił naprawić błąd i ruszył w pogoń za wędrowcem. Kiedy go odnalazł, przeprosił za swoje wcześniejsze zachowanie, tłumacząc, że powodem jego niegościnności było zgubienie klucza od domu. Prosił, by jemu także pozwolono wypowiedzieć trzy życzenia. Bóg zgodził się ostrzegając, by był z nimi ostrożny. 
Kiedy bogacz myślał, czego by sobie zażyczyć, jego koń się potknął. Bogacz zaklął: "Obyś kark skręcił" - i jego życzenie się spełniło. Ponieważ żal mu było zostawiać siodła, zarzucił je na plecy i ruszył do domu pieszo. W drodze zaczął w duchu przeklinać żonę, że siedzi w domu, kiedy on się męczy. Wtedy żona pojawiła się w siodle. Mimo wysiłków nie mogła z niego zejść. Chcąc nie chcąc bogacz musiał użyć ostatniego życzenia, by uwolnić się od żony.